# Halepți, Lubnî
Halepți (în ucraineană Халепці) este un sat în comuna Kalaidînți din raionul Lubnî, regiunea Poltava, Ucraina.

## Demografie
Componența lingvistică a localității Halepți
     Ucraineană (99,08%)
     Alte limbi (0,46%)
Conform recensământului din 2001, majoritatea populației localității Halepți era vorbitoare de ucraineană (99,08%), existând în minoritate și vorbitori de alte limbi.